# Ортман, Гюнтер
Гюнтер Ортман (нем. Günter Ortmann; 30 ноября 1916, Любань — 10 января 2002) — немецкий гандболист. Чемпион Олимпийских игр 1936 года в Берлине.

## Биография
Ортман был игроком команды «Боруссия» Карловиц. В 1936 году он вошёл в состав сборной Германии для участия в олимпийских играх в Берлине, на которых впервые был представлен гандбол. На соревнованиях он принял участие в двух встречах, а его сборная стала олимпийским чемпионом, одержав победы в каждом из матчей. В 1938 году, вместе с двумя другими олимпийскими чемпионами Хансом Кайтером и Хансом Тайлигом, был участником чемпионата мира в Берлине, победителем которого также стала Германия.
Ортман был участником второй мировой войны. В 1944 году он вернулся с фронта, получив огнестрельное ранение. В 1948 году переехал в Нижний Рейн. Несмотря на полученное ранение, Ортман возобновил спортивную карьеру и выступал за команды «TuRa Bergheim» и «TuS Rheinhausen». Также пробовал себя в роли тренера. По основной профессии был офицером полиции и с 1963 по 1965 год возглавлял спортивный клуб полиции Дуйсбурга. Также он работал в клубе верховой езды, где 18 лет занимал должность второго председателя, писал статьи о конном спорте для ежедневных газет.
Ортман был женат и имел дочь. Скончался в 2002 году от инсульта.